# Éric Faye

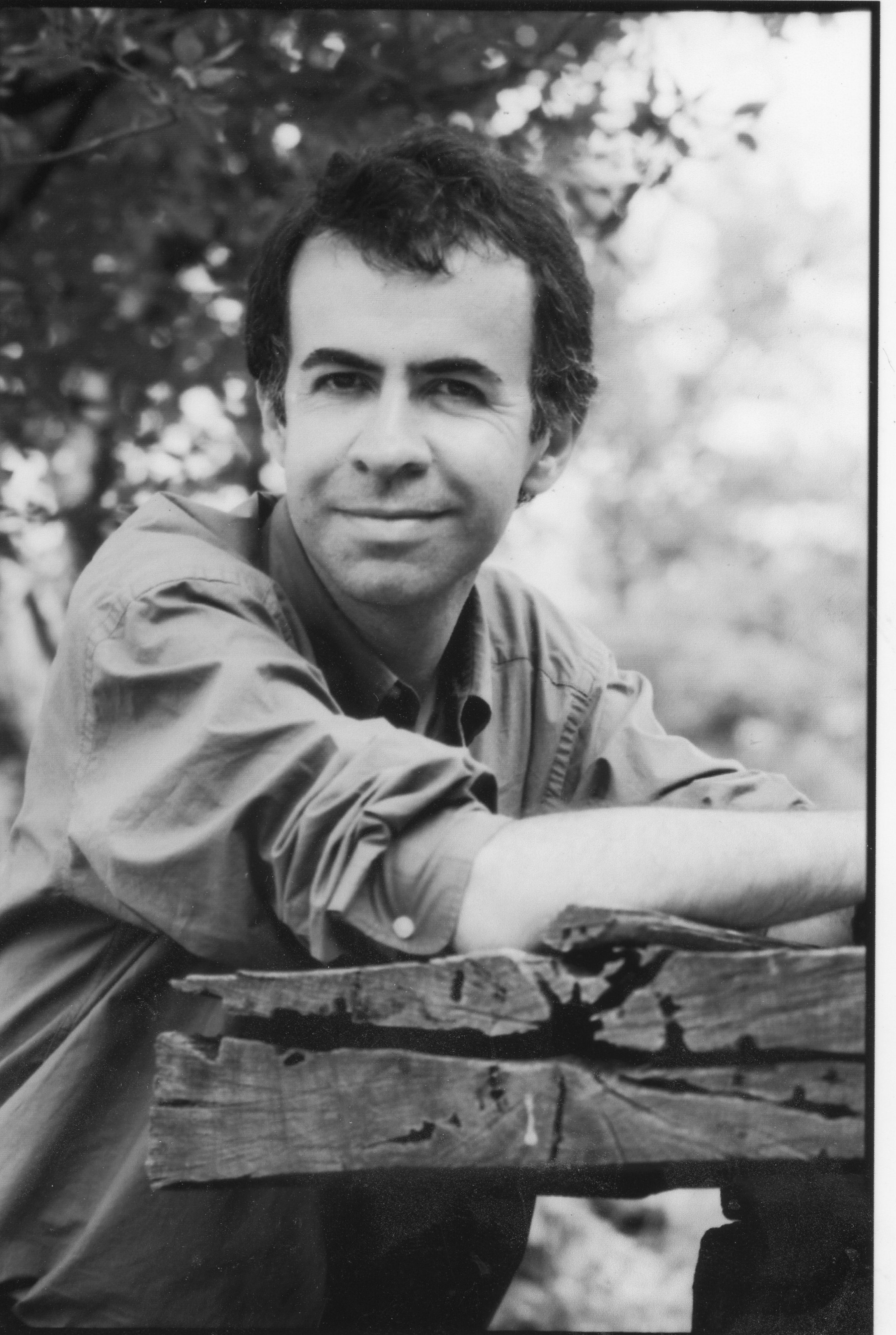
Éric Faye (2012)

Éric Faye (geboren 3. Dezember 1963 in Limoges) ist ein französischer Schriftsteller.

## Leben
Éric Faye besuchte die École supérieure de journalisme de Lille und arbeitet als Redakteur und Übersetzer bei der Presseagentur Reuters. Er veröffentlichte 1992 seine erste Erzählung Le Général Solitude in der Zeitschrift Le Serpent à Plumes, daraus wurde 1995 sein erster Roman unter demselben Titel. Im Jahr 1991 arbeitete er mit Ismail Kadaré zusammen und schrieb über ihn einen Essay. Später war er Mitherausgeber seiner französischen Werkausgabe, in großen Teilen übersetzt von Jusuf Vrioni.
Faye schreibt Romane, Reiseberichte, Essays und Novellen. Er erhielt 1998 für Je suis le gardien du phare einen (geteilten) Prix des Deux Magots und danach noch weitere Preise.  Im Jahr 2010 erhielt er für den Roman Nagasaki den Literaturpreis Grand Prix de l’Académie Française.

## Werke (Auswahl)
- Ismail Kadaré, Prométhée porte-feu. Essay. 1991
- Conversaciones con Ismail Kadare. 1991
- Dans les laboratoires du pire. Essay. 1993
- Le Général Solitude. Erzählung. 1995
- Le Sanatorium des malades du temps. Essay. 1996
- Parij. Erzählung. 1997
- Je suis le gardien du phare. Erzählungen. 1997
- Le Mystère des trois frontières. Erzählung. 1998
- Croisière en mer des pluies. Erzählung. 1999
- Les Lumières fossiles et Autres Récits. Erzählungen. 2000
- Les Cendres de mon avenir, novela, 2001
- Quelques nobles causes pour rébellions en panne, 2002
- La Durée d'une vie sans toi. Erzählung. 2003
- Mes trains de nuit. Erzählung. 2005
- Un clown s'est échappé du cirque. Erzählungen. 2005
- Le Syndicat des pauvres types. Erzählung. 2006
- Billet pour le pays doré. Erzählung. 2007
- Passager de la ligne morte. Erzählung. 2008
- L'Homme sans empreintes. Erzählung. 2008
- Nous aurons toujours Paris. Autobiografische Erzählung. 2009
- Quelques nouvelles de l'homme. Erzählungen. Illustrationen Laurent Dierick. 2009
- Nagasaki. Roman. 2010
  - Zimmer frei in Nagasaki : Roman. Übersetzung Bettina Deininger. München: Austernbank, 2014
- Nuit du verdict, 2010
- mit Christian Garcin: En descendant les fleuves. 2011
- Devenir immortel, et puis mourir, 2012
- Somnambule dans Istanbul, 2013
- Malgré Fukushima, journal japonais, 2014
- Une si lente absence (Moscou-Pékin), 2014
- Il faut tenter de vivre, Stock, 2015
- Éclipses japonaises , Le Seuil, 2016